# Boliviaans voetbalelftal in 2012
Het Boliviaans voetbalelftal speelde acht officiële interlands in het jaar 2012, waaronder vijf duels in de kwalificatiereeks voor het WK voetbal 2014. La Verde ("De Groenen") stond onder leiding van oud-international Gustavo Quinteros, die in de loop van het jaar echter werd afgelost door oudgediende Xabier Azkargorta. Op de in 1993 geïntroduceerde FIFA-wereldranglijst steeg Bolivia in 2012 van de 109de (januari 2012) naar de 42ste plaats (december 2012).

## Balans
| Wedstrijden | Wedstrijden | Wedstrijden | Wedstrijden | Doelpunten | Doelpunten | Doelpunten | Punten |
| Gespeeld    | Winst       | Gelijk      | Verlies     | Voor       | Tegen      | Saldo      | Punten |
| ----------- | ----------- | ----------- | ----------- | ---------- | ---------- | ---------- | ------ |
| 8           | 4           | 2           | 2           | 12         | 7          | +5         | 1.250  |

## Interlands
|                                                                  |                     |       |      |                                                                                               |
| 29 februari Vriendschappelijk № 396 «onderlinge duels» 20:00 uur | Bolivia             | 1 – 0 | Cuba | Estadio Félix Capriles, Cochabamba Toeschouwers: 20.000 Scheidsrechter: Enrique Cáceres (PAR) |
| 29 februari Vriendschappelijk № 396 «onderlinge duels» 20:00 uur | Ricardo Pedriel 52' |       |      | Estadio Félix Capriles, Cochabamba Toeschouwers: 20.000 Scheidsrechter: Enrique Cáceres (PAR) |

|                                                           |         |                                       |       |                                                                                            |
| 2 juni WK-kwalificatie № 397 «onderlinge duels» 22:00 uur | Bolivia | 0 – 2                                 | Chili | Estadio Hernando Siles, La Paz Toeschouwers: 15.000 Scheidsrechter: Alfredo Intriago (ECU) |
| 2 juni WK-kwalificatie № 397 «onderlinge duels» 22:00 uur |         | 45' Charles Aránguiz 84' Arturo Vidal |       | Estadio Hernando Siles, La Paz Toeschouwers: 15.000 Scheidsrechter: Alfredo Intriago (ECU) |

|                                                           |                                                      |       |                      |                                                                                           |
| 9 juni WK-kwalificatie № 398 «onderlinge duels» 21:00 uur | Bolivia                                              | 3 – 1 | Paraguay             | Estadio Hernando Siles, La Paz Toeschouwers: 17.320 Scheidsrechter: Roberto Silvera (URU) |
| 9 juni WK-kwalificatie № 398 «onderlinge duels» 21:00 uur | Alcides Peña 10' Pablo Escobar 70' Pablo Escobar 80' |       | 83' Cristian Riveros | Estadio Hernando Siles, La Paz Toeschouwers: 17.320 Scheidsrechter: Roberto Silvera (URU) |

|                                                                  |                                        |       |        | |
| 15 augustus Vriendschappelijk № 399 «onderlinge duels» 20:00 uur | Bolivia                                | 2 – 0 | Guyana | Estadio Ramón Aguilera Costas, Santa Cruz Toeschouwers: 10.000 Scheidsrechter: Enrique Cáceres (PAR) |
| 15 augustus Vriendschappelijk № 399 «onderlinge duels» 20:00 uur | Gualberto Mojica 89' Miguel Suárez 90' |       |        | Estadio Ramón Aguilera Costas, Santa Cruz Toeschouwers: 10.000 Scheidsrechter: Enrique Cáceres (PAR) |

|                                                      |                             |       |         |                                                                                        |
| 7 september WK-kwalificatie № 400 «onderlinge duels» | Ecuador                     | 1 – 0 | Bolivia | Estadio Olimpico Atahualpa, Quito Toeschouwers: 30.000 Scheidsrechter: Juan Soto (VEN) |
| 7 september WK-kwalificatie № 400 «onderlinge duels» | Geovanny Caicedo 74' (pen.) |       |         | Estadio Olimpico Atahualpa, Quito Toeschouwers: 30.000 Scheidsrechter: Juan Soto (VEN) |

|                                                     |                         |       |                 |                                                                                       |
| 12 oktober WK-kwalificatie № 401 «onderlinge duels» | Bolivia                 | 1 – 1 | Peru            | Estadio Hernando Siles, La Paz Toeschouwers: 37.880 Scheidsrechter: Carlos Vera (ECU) |
| 12 oktober WK-kwalificatie № 401 «onderlinge duels» | Alejandro Chumacero 51' |       | 22' Juan Mariño | Estadio Hernando Siles, La Paz Toeschouwers: 37.880 Scheidsrechter: Carlos Vera (ECU) |

|                                                               |                                                                              |       |                 |                                                                                         |
| 16 oktober WK-kwalificatie № 402 «onderlinge duels» 21:00 uur | Bolivia                                                                      | 4 – 1 | Uruguay         | Estadio Hernando Siles, La Paz Toeschouwers: 25.402 Scheidsrechter: Víctor Rivera (PER) |
| 16 oktober WK-kwalificatie № 402 «onderlinge duels» 21:00 uur | Carlos Saucedo 6' Gualberto Mojica 27' Carlos Saucedo 51' Carlos Saucedo 55' |       | 81' Luis Suárez | Estadio Hernando Siles, La Paz Toeschouwers: 25.402 Scheidsrechter: Víctor Rivera (PER) |

|                                                                  |                    |       |                   |                                                                                 |
| 14 november Vriendschappelijk № 403 «onderlinge duels» 20:00 uur | Bolivia            | 1 – 1 | Costa Rica        | Estadio Ramón Aguilera Costas, Santa Cruz Scheidsrechter: Marcelo de Lima (BRA) |
| 14 november Vriendschappelijk № 403 «onderlinge duels» 20:00 uur | Carlos Saucedo 90' |       | 73' Joel Campbell | Estadio Ramón Aguilera Costas, Santa Cruz Scheidsrechter: Marcelo de Lima (BRA) |

## FIFA-wereldranglijst
| JAN | FEB | MAR | APR | MEI | JUN | JUL | AUG | SEP | OKT | NOV | DEC |
| --- | --- | --- | --- | --- | --- | --- | --- | --- | --- | --- | --- |
| 109 | 107 | 106 | 109 | 108 | 110 | 83  | 73  | 63  | 72  | 51  | 42  |

## Statistieken
| Sergio Galarza        | 1975-08-25 | Club Blooming       | 3 | 1 | 0 | 21 | 0  |
| Hugo Suárez           | 1982-02-07 | Jorge Wilstermann   | 3 | 0 | 0 | 11 | 0  |
| Daniel Vaca           | 1978-11-03 | The Strongest       | 2 | 0 | 0 | 7  | 0  |
| Verdediging           |            |                     |   |   |   |    |    |
| Christian Vargas      | 1983-08-09 | Club Bolívar        | 6 | 0 | 0 |    |    |
| Luis Gutiérrez        | 1985-01-15 | CA Patronato        | 5 | 0 | 0 |    |    |
| Luis Méndez           | 1985-07-12 | The Strongest       | 4 | 0 | 0 |    |    |
| Ronald Raldés         | 1981-04-20 | CA Colón            | 4 | 0 | 0 |    |    |
| José Carlos Barba     | 1985-04-21 | Club Bolívar        | 2 | 1 | 0 |    |    |
| Marvin Bejarano       | 1988-03-06 | Oriente Petrolero   | 2 | 0 | 0 |    |    |
| Ronny Jiménez         | 1989-12-04 | Real Potosí         | 2 | 0 | 0 |    |    |
| Ronald Rivero         | 1980-01-29 | Club Blooming       | 2 | 0 | 0 |    |    |
| Juan Gabriel Valverde | 1990-06-24 | Club Bolívar        | 2 | 0 | 0 |    |    |
| Edward Zenteno        | 1984-12-05 | Jorge Wilstermann   | 2 | 0 | 0 | 2  | 0  |
| Carlos Tordoya        | 1987-07-31 | Club San José       | 1 | 0 | 0 |    |    |
| Óscar Añez            | 1990-07-23 | Universitario Sucre | 0 | 1 | 0 |    |    |
| Alejandro Meleán      | 1987-06-16 | Oriente Petrolero   | 0 | 1 | 0 |    |    |
| Middenveld            |            |                     |   |   |   |    |    |
| Alejandro Chumacero   | 1991-04-22 | The Strongest       | 5 | 3 | 1 |    |    |
| Gualberto Mojica      | 1984-10-07 | Petrolul Ploieşti   | 5 | 0 | 2 |    |    |
| Rudy Cardozo          | 1990-02-14 | Club Bolívar        | 4 | 2 | 0 |    |    |
| Wálter Flores         | 1978-10-29 | Club Bolívar        | 4 | 0 | 0 | 31 | 1  |
| Jhasmani Campos       | 1988-05-10 | Club Bolívar        | 3 | 2 | 0 |    |    |
| José Luis Chávez      | 1986-05-18 | Atlas Guadalajara   | 3 | 2 | 0 |    |    |
| Pablo Escobar         | 1978-07-12 | The Strongest       | 2 | 0 | 2 |    |    |
| Diego Bejarano        | 1994-01-03 | The Strongest       | 1 | 0 | 0 | 1  | 0  |
| Ronald Segovia        | 1985-01-17 | Club Blooming       | 0 | 3 | 0 |    |    |
| Abdón Reyes           | 1981-11-07 | Club San José       | 0 | 1 | 0 |    |    |
| Luis Hurtado          | 1993-09-27 | Club Blooming       | 0 | 1 | 0 | 1  | 0  |
| Aanval                |            |                     |   |   |   |    |    |
| Marcelo Moreno        | 1987-06-18 | Grêmio              | 5 | 1 | 0 | 36 | 10 |
| Juan Carlos Arce      | 1985-04-10 | Club Bolívar        | 4 | 1 | 0 |    |    |
| Pedro Azogue          | 1994-12-06 | Oriente Petrolero   | 4 | 0 | 0 |    |    |
| Alcides Peña          | 1989-01-14 | Oriente Petrolero   | 2 | 3 | 1 |    |    |
| Carlos Saucedo        | 1979-09-11 | Club San José       | 2 | 0 | 4 |    |    |
| Ricardo Pedriel       | 1987-01-19 | Sivasspor           | 2 | 0 | 1 |    |    |
| Diego Cabrera         | 1982-08-13 | Club San José       | 1 | 1 | 0 |    |    |
| Mauricio Saucedo      | 1985-08-14 | The Strongest       | 1 | 0 | 0 |    |    |
| Miguel Suárez         | 1993-02-14 | Club Bolívar        | 0 | 3 | 1 |    |    |
| Augusto Andaveris     | 1979-05-05 | Jorge Wilstermann   | 0 | 3 | 0 |    |    |
| Darwin Ríos           | 1991-04-25 | Club Blooming       | 0 | 1 | 0 | 2  | 0  |
| Gerardo Yecerotte     | 1988-08-28 | Club Bolívar        | 0 | 1 | 0 |    |    |

FBF · A-internationals · Selecties · Bondscoaches · Statistieken · Boliviaans vrouwenelftal · Olympisch elftal · Bolivia U21 · Bolivia U20 · Bolivia U19 · Bolivia U18 · Bolivia U17
1926–1949 · 
1950–1959 · 
1960–1969 · 
1970–1979 · 
1980–1989 · 
1990–1999 · 
2000–2009 · 
2010–2019 ·
2020−2029
CC 1999
WK 1930 · 
WK 1950 · 
WK 1994
1926 · 
1927 · 
1927 · 1928 · 1929 · 
1930 · 
1931 · 1932 · 1933 · 1934 · 1935 · 1936 · 1937 · 
1938 · 
1939 · 1940 · 1941 · 1942 · 1943 · 1944 · 
1945 · 
1946 · 
1947 · 
1948 · 
1949 · 
1950 · 
1951 · 1952 · 
1953 · 
1954 · 1955 · 1956 · 
1957 · 
1958 · 
1959 · 
1960 · 
1961 · 
1962 · 
1963 · 
1964 · 
1965 · 
1966 · 
1967 · 
1968 · 
1969 · 
1970 · 
1971 · 
1972 · 
1973 · 
1974 · 
1975 · 
1976 · 
1977 · 
1978 · 
1979 · 
1980 · 
1981 · 
1982 · 
1983 · 
1984 · 
1985 · 
1986 · 
1987 · 
1988 · 
1989 · 
1990 · 
1991 · 
1992 · 
1993 · 
1994 · 
1995 · 
1996 · 
1997 · 
1998 · 
1999 · 
2000 · 
2001 · 
2002 · 
2003 · 
2004 · 
2005 · 
2006 · 
2007 · 
2008 · 
2009 · 
2010 ·
2011 · 
2012 · 
2013 · 
2014 · 
2015 · 
2016 ·
2017 ·
2018 ·
2019 ·
2020 ·
2021 ·
2022 ·
2023 ·
2024
Algerije ·
Andorra ·
Argentinië ·
Brazilië ·
Bulgarije · 
Chili ·
Colombia ·
Costa Rica ·
Cuba ·
Curaçao ·
DDR ·
Duitsland ·
Ecuador ·
Egypte ·
El Salvador ·
Finland ·
Frankrijk ·
Griekenland ·
Guatemala ·
Guyana ·
Haïti ·
Honduras ·
Hongarije ·
Ierland ·
IJsland ·
Irak ·
Iran ·
Jamaica ·
Japan ·
Joegoslavië ·
Kameroen ·
Letland ·
Mexico ·
Myanmar ·
Nicaragua ·
Noord-Korea ·
Oezbekistan ·
Panama ·
Paraguay ·
Peru ·
Polen ·
Portugal ·
Roemenië ·
Rusland ·
Saoedi-Arabië ·
Senegal ·
Servië ·
Slowakije ·
Spanje ·
Trinidad en Tobago ·
Tsjecho-Slowakije ·
Uruguay ·
Venezuela ·
Verenigde Arabische Emiraten ·
Verenigde Staten ·
Zuid-Afrika ·
Zuid-Korea ·
Zwitserland